# Александрина Игнатова
Александрина Георгиева Игнатова е театрален сценограф, работила в редица театри в цялата страна.
Родена е в Плевен през 1949 г. Завършва средно музикално училище „Панайот Пипков“ в Плевен, специалност „Виолончело“ (1964 – 1968). През 1976 г. се дипломира в столичната Национална художествена академия, специалност „Сценография“ при професор Асен Стойчев.

## На сцената[2]
В работата си в областта на сценичното изкуство освен като проектант и оформител на сценичната подредба нерядко е и автор на облика на костюмите, с които са облечени актьорите. Има реализирани над 200 сценографски проекта.
- 1975 г. – Киноцентър „Бояна“ – днес „Ню Бояна Филм Студиос“ – „Пет плюс едно“ и „Песента на щурците“, режисьор Мая Вапцарова.
- 1977 г. – Студио за телевизионни филми „Екран“ на БНТ – „Момчетата от златния лъв“, режисьор Любен Морчев.
- 1977 – 1979 г. работи в Драматично-куклен театър „Сава Доброплодни“ – Силистра
- 1979 – 1981 г. работи в Драматичен театър Ловеч
- 1981 – 1982 г. работи в Драматичен театър Разград – сега Театрално-музикален център
- 1983 – 1986 г. работи в Драматично-куклен театър „Иван Радоев“ – Плевен
- От 1986 г. работи в Драматичен театър „Невена Коканова“ – Ямбол

Александрина Игнатова осъществява и гастроли в Драматичен театър „Крум Кюлявков“ – Кюстедил, Драматично-куклен театър Враца, Театър за драма, опера и балет – Бургас, Драматичен театър „Драгомир Асенов“ – Монтана, Младежки театър – София и Драматичен театър „Гео Милев“ – Стара Загора.

## Сценографски проекти
| Сценограф-постановчик  | Сценограф-постановчик           | Сценограф-постановчик |
| Заглавие               | Автор                           | Театър                |
| ---------------------- | ------------------------------- | --------------------- |
| Доходно място          | Александър Островски            | Враца                 |
| Железният светилник    | Димитър Талев                   | Силистра              |
| Фантазиите на Фарятиев | Алла Соколова                   | Силистра              |
| Живият труп            | Лев Толстой                     | Силистра              |
| Три дни по-късно       | Кольо Дончев и Стефан Кожухаров | Силистра              |
| Книга на царете        | Маргарит Минков                 | Плевен                |
| В полите на Витоша     | Пейо Яворов                     | Ямбол                 |
| Великденско вино       | Константин Илиев                | Ямбол                 |
| Службогонци            | Иван Вазов                      | Ямбол                 |
| Крадецът на праскови   | Емилиян Станев                  | Ямбол                 |
| Пинокио                | Карло Колоди                    | Ямбол                 |
| Лизелоте и месец май   | Жолт Пожгаи                     | Ямбол                 |
| Развратникът           | Ерик-Еманюел Шмит               | Ямбол                 |
| Дванайсетте стола      | Иля Илф и Евгений Петров        | Ямбол                 |
| Лисичета               | Лилиан Хелман                   | Ямбоя                 |
| Фантазиите на Фарятиев | Ала Соколова                    | Силистра              |

## Режисьори, с които е работила[2]
В Силистра 1976 – 1979
Димитър Игнатов, Светлана Атанасова, Стефан Стайчев и Реджеп Садъков
В Ловеч и Враца 1979 – 1981
Христо Кръчмаров, Николай Поляков и Димитър Гочев
В Разград 1981 – 1982
Професор Анастас Михайлов, Професор Димитрина Гюрова, Николай Савов и Цветан Велев
В Плевен 1983 – 1986
Илия Атанасов, Христо Минчев, Минчо Събев, Росина Данченко, и Димо Дешев
В Ямбол 1986 – 2021
Владимир Николов, Иван Кондов, Дияна Радева, Руси Карабалиев, Вълчо Яневи Андрей Калудов
В Бургас 1985 – 2018
Любомир Дековски, Бойко Илиев, Богдан Петканин, Пламен Панев, Сашо Беровски, Атанас Жеков, Борислав Чакринов, Велко Кънев и Владимир Петков

## Автор на импресии
В изложбите си Александина включва и творби, изработени предимно с акварелна техника и събрани в няколко цикъла: „Клоуни“, „Клоуни и музи“, „Изгубени в карнавала“, както и поредица от импресии, свързани с пленерите „Кабиле“ в едноименното село. В Общинска художествена галерия в Плевен „Саша – акварел, колаж, сценография“ – 2007 г.
Нейни творби има в частни колекции в Италия, Франция, САЩ, Германия и Норвегия.

## Участия в изложби[8]

### Съвместни изложби
- „Сценография“, София – 1978 – 2001 г.
- Пражко Квадриенале, Чехия – 1975, 1979, 1983, 1987 г.
- Изложби „Сценография“ – Берлин, Германия
- Биенале – Нови Сад, 1984 г.
- Симпозиум „Сценография“ – Токио, Япония, 1984 г.
- Общи изложби в Плевен, Ямбол, София, Пловдив, Бургас, Торино, Италия

### Самостоятелни изложби
- „Сценография“ – Разград
- „Сценография“ – Плевен
- „Сценография“ – Ямбол
- Акварел – галерия „Стената“ – София
- Акварел – галерия „Аросита“ – София
- Акварел „Клоуни“ – галерия „Викинг“ – София – 2005 г.
- Акварел „Клоуни и музи“ – галерия „Викинг“ – София – 2006 г.
- „Фрагменти от карнавал“ – галерия „Викинг“ – София
- „Изгубени в карнавала“ – галерия „Антракт“ – София
- Акварел – Музей на изкуствата – Одрин, Турция
- Акварел – Измир, Турция, Международен куклен фестивал
- Юбилейна изложба в София – галерия-книжарница „София прес“ – 2 – 20 декември 2019 г.

## Признание
- Награда за пиеса с младежка тематика – Пловдив, 1977 г. – „Фантазиите на Фарятиев“ („Хей, чуваш ли, обичам те“) от Ала Соколова – Драматично-куклен театър „Сава Доброплодни“[9]
- III награда 1978 г. за сценография на „Три дни по-късно“[10]
- Награда за цялостно творчество – Национален преглед на българската драма и театър, Силистра за пиесата „Три дни по-късно“ от Кольо Дончев и Стефан Кожухаров – 1979 г.[1]
- Награда за цялостно творчество – Плевен, 1985 г.[1]
- Златна значка на Съюза на артистите – 1987 г.[1]
- Златна значка на Съюза на артистите – 1988 г.[10]
- Голяма награда за изкуство и култура на името на Жорж Папазов – 2014[11]